# Allan Gray
Allan Gray, pseudonimo di Józef Żmigrod (Tarnów, 23 febbraio 1902 – Amersham, 10 settembre 1973), è stato un compositore polacco naturalizzato britannico, molto noto per le sue colonne sonore, ma scrisse anche musica antica, biblica, medievale, rinascimentale, barocca, classica, romantica, del XX secolo e contemporanea.

## Biografia

### Primi anni di vita e formazione
Allan Gray nacque Józef Żmigrod a Tarnów, in Austria-Ungheria, (oggi Polonia) in una famiglia di musicisti: suo padre era un violinista da concerto. Studiò filosofia a Heidelberg e poi a Berlino, dove compose un'opera per bambini, Wavelength ABC. Lì durante gli anni '20 divenne allievo di Arnold Schönberg, finanziandosi componendo musica con influenze jazz per il cabaret. In seguito scrisse musica per le produzioni teatrali di Max Reinhardt. Poiché Schönberg disapprovava tale musica, Żmigrod assunse il nome d'arte di Allan Gray, prendendo il nome da Dorian Gray di Oscar Wilde.

### Carriera
Gray iniziò a scrivere colonne sonore nella Repubblica di Weimar. I suoi film comprendevano Emil and the Detectives e The Countess of Monte Cristo. Ma fu costretto a lasciare il paese nel 1934 dopo l'ascesa della Germania nazista, trasferendosi in Inghilterra. Sposò Luise Radermacher a Hendon nel 1935 (da allora in poi conosciuta come Lissy Gray e descritta come "una contessa belga"), e l'anno successivo si stabilirono ad Amersham, nel Buckinghamshire, dove vissero a Bois Lane. Come molti dei suoi colleghi compositori emigrati fu arrestato il 26 giugno 1940 come "nemico alieno" e portato a Liverpool e da lì internato sull'Isola di Man. Nell'ottobre 1940, Ralph Vaughan Williams fece una petizione per il rilascio di Gray come musicista di eminente distinzione.
Ma nel 1943 si era affermato nell'industria cinematografica britannica, componendo per la London Films e altri importanti studi prima di unirsi a Powell e Pressburger per firmare molti dei loro film tra cui The Life and Death of Colonel Blimp (1943), A Canterbury Tale (1944), I Know Where I'm Going! (1945) e A Matter of Life and Death (1946), il cui preludio fu registrato su 78 giri e successivamente ristampato su CD della EMI.
Nel 1951 compose la colonna sonora del film d'avventura britannico-americano The African Queen, diretto da John Huston e prodotto da Sam Spiegel e John Woolf. Compose anche musica per il teatro, tra cui la produzione di Pene d'amor perdute del 1946 a Stratford-on-Avon e Molto rumore per nulla con Robert Donat al Aldwych Theatre, sempre nel 1946. Per la televisione contribuì con la musica per Douglas Fairbanks, Jr., Presents della NBC, girato al British National Studios di Elstree nel 1953.

### Vita successiva e morte
Gray divenne cittadino britannico naturalizzato il 29 gennaio 1947. Fu amico di un altro musicista emigrato, il direttore d'orchestra Walter Goehr, che diresse alcune delle sue colonne sonore, e per un po' insegnò a suo figlio, il compositore Alexander Goehr. Morì ad Amersham il 10 settembre 1973.

## Colonne sonore
- Berlin-Alexanderplatz (1931)
- Emil and the Detectives (1931)
- Man Without a Name (1932)
- La contessa di Montecristo (1932)
- F.P.1 (1933)
- The Burning Secret (1933)
- Amore che redime (1934)
- Emil and the Detectives (1935 remake)
- The First Offence (1936)
- The Last Waltz (1936)
- The House of the Spaniard (1936)
- The Prisoner of Corbal (1936)
- Wolf's Clothing (1936)
- Secret of Stamboul (1936)
- School for Husbands (1937)
- Kate Plus Ten (1938)
- There's No Tomorrow (1939)
- The Silver Fleet (1943)
- Duello a Berlino (1943)
- The Volunteer (1943)
- A Canterbury Tale (1944)
- I Know Where I'm Going! (1945)
- Latin Quarter (1945)
- This Man Is Mine (1946)
- A Matter of Life and Death (1946)
- Mr. Perrin and Mr. Traill (1948)
- Madness of the Heart (1949)
- No Place for Jennifer (1950)
- The Reluctant Widow (1950)
- The Woman with No Name (1950)
- The Late Edwina Black (1951)
- La regina d'Africa (1951)
- The Planter's Wife (1952)
- Women of Twilight (1952)
- Dangerous Voyage (1954)
- As Long as There Are Pretty Girls (1955)

## Nella cultura popolare
- Gray's "Swing Doors" è presente nel videogioco americano del 2008 Fallout 3.
- Gray's "Swing Doors" è presente nel documentario The Color of War, nell'episodio "Victory in Europe".
- Gray's "Swing Doors" è presente in un episodio di Papà ha ragione.